# التريعات (مولاي عبد القادر)
التريعات هي إحدى مشيخات المملكة المغربية، تتبع جغرافيا لإقليم سيدي قاسم وإداريًا لمولاي عبد القادر. يقدر عدد سكانها بـ 3856 نسمة حسب الإحصاء الرسمي للسكان والسكنى لسنة 2004.